# Áreyjartindur
Áreyjartindur är en bergstopp i republiken Island. Den ligger i regionen Austurland, 400 km öster om huvudstaden Reykjavík. Toppen på Áreyjartindur är 971 meter över havet.
Trakten runt Áreyjartindur är nära nog obefolkad, med mindre än två invånare per kvadratkilometer. Närmaste större samhälle är Reyðarfjörður, nära Áreyjartindur. Trakten runt Áreyjartindur består i huvudsak av gräsmarker.